# Gustav Landauer
Gustav Landauer (Karlsruhe, 7 de abril de 1870 – Munique, 2 de maio de 1919) foi um teórico anarquista alemão do fim do século XIX e início do século XX. Defensor do anarquismo comunista, era também um pacifista, influenciado principalmente pelas ideias de Leon Tolstoi. Landauer também ficou conhecido pelas traduções que fez das obras de Shakespeare para o alemão. É o avô do cineasta estadunidense Mike Nichols.

## Biografia
Landauer era o segundo filho de um sapateiro judeu de Karlsruhe, onde iniciou seus estudos.
Tendo interrompido seus estudos em 1893, trabalhou como jornalista autônomo e orador.
"Gustav Landauer que se intitulava anarcossocialista, era um desses espíritos livres que jamais conseguem se integrar a qualquer movimento organizado. Quando jovem, durante a década de 90 (1800), ingressou no Partido Social Democrático, tornando-se líder de um grupo rebelde que acabou sendo expulso devido a suas tendências anarquistas. Durante alguns anos, como discípulo de Kropotkin, editou o Der Sozialist em Berlim, mas, por volta de 1900, ele havia mudado para uma posição muito próxima de Proudhon e Tolstoi, defendo a resistência em lugar da violência e vendo na disseminação das cooperativas a forma realmente construtiva de obter transformações sociais. Ele diferia da maior parte dos anarquistas ao apelar especialmente aos intelectuais, cujo papel nas transformações sociais considerava extremamente importante. Essa foi uma das causas do fracasso do Der Sozialist, que jamais conseguiu atrair muitos leitores, o que provocou em Landauer um sentimento crescente de isolamento. Hoje os livros de Landauer - tanto os comentários políticos quanto os ensaios sobre a crítica literária - parecem-nos excessivamente românticos. Entretanto, ele era um desses homens cuja total integridade e apaixonado amor pela verdade representam o que o anarquismo tem de melhor, e talvez se tenha destacado ainda mais por ser uma figura única. Embora não confiasse em movimentos políticos, Landauer foi envolvido pela onda de agitação revolucionária que varreu a Alemanha logo após a I Guerra Mundial e, como Muehsam e Ernst Toller, tornou-se um dos líderes do Soviete Bávaro. Na repressão que seguiu à sua queda, Landauer foi morto por soldados vindos de Berlim. "Eles o arrastaram até o pátio da prisão", conta Ernst Toller. "Um oficial golpeou-o no rosto. Os homens gritavam "bolchevique sujo! Vamos acabar com ele!" Uma chuva de coronhadas abateu-se sobre ele, e os soldados pisaram-no até à morte". O oficial responsável pela morte de Landauer foi um aristocrata junker, major Barão von Gagern; ele jamais chegou a ser punido ou sequer julgado pelo seu crime". Editora: L&PM Pocket
Em suas obras encontram-se influências de Johann Wolfgang von Goethe, Leon Tolstoi, Johann Gottlieb Fichte, Pierre-Joseph Proudhon, Mikhail Bakunin e Piotr Kropotkin.
Sua segunda esposa, Hedwig Lachmann, uma tradutora, ajudou-o a traduzir várias obras para o alemão como as de Oscar Wilde, Dorian Gray e Walt Whitman, poeta estadounidense.

## Publicações
- Skepsis und Mystik (1903)
- Die Revolution (trad. para o inglês Revolution) (1907)
- Aufruf zum Sozialismus (1911) (traduzido para o inglês por David J. Parent como For Socialism. Telos Press, 1978. ISBN 0-914386-11-5)
- Editor of the journal Der Sozialist (trans. The Socialist) from 1893–1899
- "Anarchism in Germany" (1895), "Weak Statesmen, Weaker People" (1910) e "Stand Up Socialist" (1915) são extraídos de Anarchism: A Documentary History of Libertarian Ideas – Volume One: From Anarchy to Anarchism (300 CE–1939), ed. Robert Graham. Black Rose Books, 2005. ISBN 1-55164-250-6
- Gustav Landauer. Gesammelte Schriften Essays Und Reden Zu Literatur, Philosophie, Judentum. (título traduzido: Collected Writings Essays and Speeches of Literature, Philosophy and Judaica). (Wiley-VCH, 1996) ISBN 3-05-002993-5
- Gustav Landauer. Anarchism in Germany and Other Essays. eds. Stephen Bender e Gabriel Kuhn. Barbary Coast Collective.
- Gustav Landauer. Revolution and Other Writings: A Political Reader, ed. & trad. Gabriel Kuhn; PM Press, 2010. ISBN 978-1-60486-054-2